# Красный Маяк (Лужский район)
Красный Маяк — посёлок в Мшинском сельском поселении Лужского района Ленинградской области.

## История
ЛЫЩИНСКОГО — дом владельческий при колодце, число дворов — 1, число жителей: 1 м. п., 1 ж. п. (1862 год)

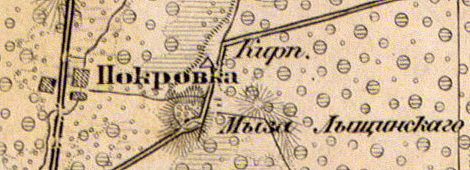
Земли посёлка Красный Маяк на карте 1863 года

Согласно карте из «Исторического атласа Санкт-Петербургской Губернии» 1863 года на месте современного посёлка находились Мыза Лыщинского и кирпичный завод.
С августа 1927 года, в составе Ящерского сельсовета Лужского района учитывался совхоз Красный Маяк. 
С января 1932 года, в составе Красногвардейского района.
C 1 августа 1941 года по 31 декабря 1943 года совхоз находился в оккупации.
С июня 1954 года, в составе Сорочинского сельсовета Гатчинского района.
В 1958 году население совхоза Красный Маяк составляло 322 человека.
С июля 1959 года, в составе Мшинского сельсовета Гатчинского района.
С февраля 1963 года, в составе Мшинского сельсовета Лужского района.
По данным 1966, 1973 и 1990 годов посёлок Красный Маяк входил в состав Мшинского сельсовета.
В 1997 году в посёлке Красный Маяк Мшинской волости проживали 868 человек, в 2002 году — 743 человек (русские — 90 %).
В 2007 году в посёлке Красный Маяк Мшинского СП проживали 838 человек.

## География
Посёлок расположен в северной части района на автодороге 41К-250 (Большая Ящера — Кузнецово).
Расстояние до административного центра поселения — 18 км.
Расстояние до ближайшей железнодорожной платформы Дивенская — 7 км.

## Демография
| 1862 | 1958 | 1997 | 2007 | 2010 | 2017 |
| ---- | ---- | ---- | ---- | ---- | ---- |
| 64   | ↗322 | ↗868 | ↘838 | ↗892 | ↘814 |

## Достопримечательности
Парк и остатки усадьбы «Ящера» отставного генерал-майора А. А. Лыщинского.

## Улицы
Дачная, Лесная, Отрадная, Подгорная, Покровская, Садовая, Солнечная, Центральная.